# Torey Krug
Torey Steven Krug, född 12 april 1991, är en amerikansk professionell ishockeyback som spelar för St. Louis Blues i NHL.
Han har tidigare spelat på NHL-nivå för Boston Bruins och på lägre nivåer för Providence Bruins i American Hockey League (NHL), Michigan State Spartans (Michigan State University) i National Collegiate Athletic Association (NCAA) och Indiana Ice i United States Hockey League (USHL).
Krug blev aldrig draftad av någon NHL-organisation.

## Statistik
| 2005–2006   | Belle Tire AAA U16 Midget Minor |             | 26  | 3  | 18 | 21  | 16  | —  | — | —  | —  | —  |
| 2006–2007   | Belle Tire AAA U16 Midget Minor |             | 31  | 2  | 15 | 17  | 40  | —  | — | —  | —  | —  |
| 2008–2009   | Indiana Ice                     | USHL        | 59  | 10 | 37 | 47  | 50  | 13 | 1 | 6  | 7  | 13 |
| 2009–2010   | Michigan State Spartans         | NCAA        | 38  | 3  | 18 | 21  | 67  | —  | — | —  | —  | —  |
| 2010–2011   | Michigan State Spartans         | NCAA        | 38  | 11 | 17 | 28  | 59  | —  | — | —  | —  | —  |
| 2011–2012   | Boston Bruins                   | NHL         | 2   | 0  | 1  | 1   | 0   | —  | — | —  | —  | —  |
|             | Michigan State Spartans         | NCAA        | 38  | 12 | 22 | 34  | 51  | —  | — | —  | —  | —  |
| 2012–2013   | Boston Bruins                   | NHL         | 1   | 0  | 1  | 1   | 0   | 15 | 4 | 2  | 6  | 0  |
|             | Providence Bruins               | AHL         | 63  | 13 | 32 | 45  | 37  | 7  | 0 | 3  | 3  | 2  |
| 2013–2014   | Boston Bruins                   | NHL         | 79  | 14 | 26 | 40  | 28  | 12 | 2 | 8  | 10 | 6  |
| 2014–2015   | Boston Bruins                   | NHL         | 78  | 12 | 27 | 39  | 20  | —  | — | —  | —  | —  |
| 2015–2016   | Boston Bruins                   | NHL         | 81  | 4  | 40 | 44  | 33  | —  | — | —  | —  | —  |
| NHL totalt  | NHL totalt                      | NHL totalt  | 241 | 30 | 95 | 125 | 81  | 27 | 6 | 10 | 16 | 6  |
| AHL totalt  | AHL totalt                      | AHL totalt  | 63  | 13 | 32 | 45  | 37  | 7  | 0 | 3  | 3  | 2  |
| NCAA totalt | NCAA totalt                     | NCAA totalt | 114 | 26 | 57 | 83  | 177 | —  | — | —  | —  | —  |
| USHL totalt | USHL totalt                     | USHL totalt | 59  | 10 | 37 | 47  | 50  | 13 | 1 | 6  | 7  | 13 |